# 금강반야바라밀경
《금강반야바라밀경》(金剛般若波羅蜜經, 산스크리트어: Vajracchedikā Prajñāpāramitā Sūtra 바즈라체디카 프라즈냐파라미타 수트라, 영어: Diamond Sūtra)은 대한민국의 대표 불교 종단인 대한불교 조계종의 근본경전(소의 경전)이다. 줄여서 금강경이라고 부른다.
공(空)과 진리에 관해 논하는 일련의 경전을 '반야부'라고 칭하는데, 여기에 속한 경전은 총 600권 분량으로 정리하고 있다. 이를 가장 축약한 것이 반야심경이며, 초기 불교 구성원 가운데 공의 이치를 가장 바르게 이해한 이를 수보리(須菩提)로 보아 석가모니의 10대제자 가운데 '해공제일(解空第一) 수보리'라고 칭한다. 수보리는 금강경에서 석가모니에게 진리를 묻고 논하는 인물로 등장한다.  
402년 중국에서 활동한 쿠차왕국의 왕자 출신 승려인 쿠마라지바(구마라집)이 한문으로 처음 번역했으며, 현장법사의 신역 등 여러 차례 번역된 기록은 있으나, 한반도에서 전하는 것은 구마라집 번역본이다. 

## 특징

### 소의경전
소의경전은 어떤 종단의 철학적 기준을 밝히는 경전이라는 뜻이다.
불교는 인도의 석가모니 이후 교는 아난존자가, 선은 가섭존자가 이었다고 전한다. 그 중 선종은 가섭존자로부터 인도 내에서 이어지다가 달마대사가 중국으로 선법을 전한 이후 중국 선종이 시작한 것으로 본다. 따라서 중국 선종은 달마대사를 초조로 삼아 법맥이 이어지는데, 당나라 때 육조 혜능 이후 오가칠종(五家七宗)으로 꽃을 피웠다고 평가한다. 
한국 불교는 오가칠종의 선법을 두루 이어받았으나, 현재 대한불교 조계종은 종지를 통해서 달마대사로부터 시작한 육조혜능의 법호에서 유래한다는 것을 밝히고 있다. 
육조혜능은 출가 이전부터 금강경과 깊은 인연을 맺고 있으며, 그의 깨달음에도 금강경이 큰 영향을 끼친 바 있으므로, 선종 계통에서는 금강경에서 설하는 공(空)의 이치 참구를 수행 방편으로 여기고 있다. 

### 명칭의 풀이
금강반야바라밀경은 원래 산스크리트어로 쓰였으며 구마라집이 한자로 번역하였다.

#### 금강(金剛)
금강은 한자문화권에서 금강석, 즉 다이아몬드를 칭하는 이름이다. 다이아몬드는 가장 강하면서도 아름다운 물질로 손꼽히는데, 진리 또는 지혜가 마치 금강과 같이 단단하면서도 깨끗하고 아름답다는 것을 비유하는 표현이다. 이러한 특징을 살린 용어가 금강경을 영어로 번역한 이름, 다이아몬드 수트라(영어: Diamond Sūtra)다. 

#### 반야바라밀(般若波羅密)
반야는 지혜를 뜻한다. 바라밀은 바라밀다의 줄임말로 '저쪽 언덕으로 건너가는 것', 즉 도피안(到彼岸) 또는 열반을 뜻하는 말이다.
그러므로 금강반야바라밀다경은 금강석과 같이 견고한 지혜를 얻어 무명을 타파하고 열반에 이르라는 부처님의 말씀이다.

### 내용
석가모니가 사위국의 기수급고독원에서 제자인 수보리와 문답 형식의 대화를 주고받는 것으로 되어있다.
석가모니는 수보리의 질문에 답하여 보살이 마땅히 이루어야 할 것에 대해 답하고 설명한다.
반야심경과도 일맥상통하는 공(空)에 대해 설명한다. 세상의 본질은 모두 실체가 없고, 부처도, 부처의 법도 그러하니 아무것에도 집착하지 말고 내려놓으면 모든 괴로움에서 벗어난다는 것이 주제이다.

### 쓰임
대한불교조계종, 한국불교태고종, 대한불교총화종 등 종단이 근본경전으로 채택하고 있어 불자들이 반드시 읽는 경전 중 하나로 일반적인 독송 방식으로 읽기도 하지만, 강의나 법문에도 활발하게 활용된다. 삼국시대 불교 유입 초기에 함께 전래된 것으로 보는 금강경은 고려 중기 지눌이 불교를 배우고자ㅏ 하는 사람들의 입법을 위해 반드시 이 경을 읽게 한 뒤 널리 유통되었으며, 스님들의 전통 교육원인 강원에서는 3학년 과정의 교재로 쓰인다. 

## 주요 경구
금강경의 주요 경구는 사구게이다.(자세한 내용은 위키문헌 "금강반야바라밀경"을 참고.)

### 금강경 사구게
금강경 사구게는 제5분 여리실견분에 나오는 내용이다.

한자 원문

범소유상(凡所有相)

개시허망(皆是虛妄)

약견제상비상(若見諸相非相)

즉견여래(卽見如來)

해석

“무릇 형상 있는 것은

모두 허망한 것이니,
 
만약 모든 형상이 형상이 아님을 보면

곧 여래를 볼 것이다.

### 사구게의 공덕
금강경 제11분 무위복승분에 이 사구게의 공덕이 나온다.

“수보리야, 항하에 있는 모래 수만큼 많은 항하가 있다면 네 생각은 어떠하냐? 그 모든 항하의 모래가 얼마나 많겠느냐?”
수보리가 사뢰었다.
“매우 많습니다. 세존이시여, 모든 항하의 수만 하여도 셀 수 없이 많겠거늘 하물며 그 모래이겠습니까”
“수보리야, 내가 이제 진실한 말로 너에게 이르노니, 만약 어떤 선남자 선녀인이 칠보로써 저 항하강 모래 수만큼 많은 삼천대천세계를 가득 채워서 보시한다면 그가 얻는 복덕이 많겠느냐?”
수보리가 사뢰었다.
“매우 많습니다. 세존이시여,”
부처님께서 수보리에게 말씀하셨다.
“만약 선남자 선녀인이 이 경 가운데서 사구게 하나만이라도 받아 지녀 남을 위해 설해 준다면 이 복덕이 앞에서 말한 복덕보다 더 뛰어나리라.”

## 금강경 한자음 전문
금강경을 독송하면 업장이 소멸된다고 하여, 한자음만 독송하는 방법도 불교에서는 널리 쓰인다. 여기서는 한자는 빼고 한자음만 적었고, 한자와 번역은 위키문헌을 참고하기 바란다.
금강반야바라밀경
법회인유분 제일

여시아문 일시불 재사위국 기수급 고독원 여대비구중

천이백오십인구 이시세존 식시 착의지발 입사위대성 걸식

어기성중 차제걸이 환지본처 반사흘 수의발 세족이 부좌이좌
선현기청분 제이

시 장로수보리 재대중중 즉종좌기 편단우견 우슬착지

합장공경 이백불언 희유세존 여래 선호념제보살 선부촉제보살

세존 선남자 선여인 발 아뇩다라 삼먁삼보리심

응운하주 운하항복기심 불언 선재선재 수보리 여여소설

여래 선호념제보살 선부촉제보살 여금제청 당위여설br>
선남자 선여인 발 아뇩다라 삼먁삼보리심

응여시주 여시항복기심 유연세존 원요욕문
대승정종분 제삼

불고 수보리 제보살마하살 응여시 항복기심 소유일체 중생지류

약난생 약태생 약습생 약화생 약유색 약무색 약유상 약무상 약비유상 비무상

아개영입 무여열반 이멸도지 여시멸도 무량무수 무변중생 실무중생 득멸도자

하이고 수보리 약보살 유아상 인상 중생상 수자상 즉비보살
묘행무주분 제사

부차 수보리 보살어법 응무소주 행어보시 소위부주색 보시

부주성향미촉법 보시 수보리 보살 응여시 보시 부주어상

하이고 약보살 부주상보시 기복덕 불가사량

수보리 어의운하 동방허공 가사량부 불야세존

수보리 남서북방 사유상하허공 가사량부 불야 세존

수보리 보살 무주상 보시복덕 역부여시 불가사량

수보리 보살 단응 여소교주
여리실견분 제오

수보리 어의운하 가이신상 견여래부 불야 세존

불가이신상 득견여래 하이고 여래 소설신상 즉비신상

불고 수보리 범소유상 개시허망 약견제상비상 즉견여래
정신희유분 제육

수보리 백불언 세존 파유중생 득문여시 언설장구 생실신부

불고 수보리 막작시설 여래멸후 후오백세

유지 계수복자 어차장구 능생신심 이차위실

당지 시인 불어 일불 이불 삼사오불

이종선근 이어무량 천만불소 종제선근

문시장구 내지일념 생정신자 수보리 여래

실지실견 시제중생 득여시 무량복덕

하이고 시제중생 무부 아상 인상 중생상 수자상 무법상 역무 비법상

하이고 시제중생 약심취상 즉위 착아인 중생수자 약취법상 즉착아인 중생수자

하이고 약취 비법상 즉착 아인 중생수자 시고 불응취법 불응취비법

이시의고 여래상설 여등비구 지아설법 여벌유자 법상응사 하황비법
무득무설분 제칠

수보리 어의운하 여래득 아뇩다라 삼먁삼보리야

여래 유소설법야 수보리언 여아해불 소설의 무유정법

명 아뇩다라 삼먁삼보리 역무유정법 여래가설

하이고 여래소설법 개불가취 불가설 비법 비비법

소이자하 일체현성 개이무위법 이유차별
의법출생분 제팔

수보리 어의운하 약인 만삼천대천세계 칠보 이용보시 시인

소득복덕 영위다부 수보리언 심다세존

하이고 시복덕 즉비복덕성 시고 여래설 복덕다 약부유인 어차경중

수지내지 사구게등 위타인설 기복승피 하이고

수보리 일체제불 급제불 아뇩다라 삼먁삼보리법 개종차경출

수보리 소위불법자 즉비불법
일상무상분 제구

수보리 어의운하 수다원 능작시념 아득 수다원과부

수보리언 불야세존 하이고 수다원 명위입류 이무소입

불입 색성향미촉법 시명 수다원

수보리 어의운하 사다함 능작시념 아득 사다함과부

수보리언 불야 세존 하이고 사다함 명일왕래 이실무왕래 시명 사다함

수보리 어의운하 아나함 능작시념 아득 아나함과부

수보리언 불야 세존 하이고 아나함 명위불래 이실무불래 시고 명아나함 

수보리 어의운하 아라한 능작시념 아득 아라한도부

수보리언 불야세존 하이고 실무유법 명아라한

세존 약아라한 작시념 아득 아라한도 즉위 착아인중생수자

세존 불설 아득무쟁삼매 인중 최위제일시 제일이욕 아라한

세존 아부작시념 아시이욕 아라한

세존 아약작시념 아득 아라한도 세존즉불 설수보리 시요 아란나행자

이수보리 실무소행 이명 수보리 시요 아란나행
장엄정토분 제십

불고 수보리 어의운하 여래 석재연등 불소어법 유소득부

불야세존 여래 재연 등불소어법 실무소득

수보리 어의운하 보살 장엄불토부 불야세존

하이고 장엄불토자 즉비장엄 시명장엄

시고 수보리 제보살 마하살 응여시 생청정심 불응 주색생심

불응 주성향 미촉법 생심 응무소주 이생기심

수보리 비여유인 신여수미 산왕 어의운하 시신위대부

수보리언 심대세존 하이고 불설비신 시명대신
무위복승분 제십일

수보리 여항하중 소유사수 여시사등 항하 어의운하

시제항하사 영위다부 수보리언 심다세존 단제항하 상다무수 하황기사

수보리 아금실언 고여 약유 선남자 선여인

이칠보 만이소 항하사수 삼천대천세계 이용보시 득복다부

수보리언 심다세존 불고수보리 약선남자 선여인 어차경중

내지 수지 사구게등 위타인설 이차복덕 승전복덕
존중정교분 제십이

부차 수보리 수설시경 내지 사구게등 당지차처

일체세간 천인 아수라 개응공양 여불탑묘 하황유인
 
진능수지 독송 수보리 당지시인 성취최상 제일희유지법

약시경전 소재지처 즉위유불 약존중제자
여법수지분 제십삼

이시 수보리 백불언 세존 당하명차경 아등 운하봉지

불고 수보리 시경명위 금강반야바라밀

이시명자 여당봉지 소이자하 수보리

불설 반야바라밀 즉비 반야바라밀 시명 반야바라밀

수보리 어의운하 여래 유소설법부

수보리 백불언 세존 여래무소설 수보리

어의운하 삼천대천 세계 소유미진 시위다부 수보리언 심다세존

수보리 제미진 여래설비 미진 시명미진 여래설세계 비세계 시명세계

수보리 어의운하 가이 삼십이상 견여래부 불야세존

불가이 삼십이상 득견여래 하이고 여래설 삼십이상 즉시비상 시명 삼십이상

수보리 약유 선남자 선여인 이항하사 등신명 보시

약부유인 어차경중 내지수지 사구게등 위타인설 기복심다

이상적멸분 제십사

이시 수보리 문설시경 심해의취 체루비읍

이백불언 희유세존 불설여시 심심경전 아종석래 소득혜안 미증득문 여시지경

세존 약부유인 득문시경 신심청정 즉생실상 당지시인 성취제일 희유공덕

세존 시실상자 즉시비상 시고여래 설명실상

세존아금 득문 여시경전 신해수지 부족위난

약당래세 후오백세 기유중생 득문시경 신해수지 시인 즉위제일 희유

하이고 차인 무아상 무인상 무중생상 무수자상 소이자하

아상 즉시비상 인상 중생상 수자상 즉시비상 하이고

이일체 제상 즉명제불 불고 수보리

여시여시 약부유인 득문시경 불경불포불외 당지시인 심위희유

하이고 수보리 여래설 제일바라밀 즉비 제일바라밀 시명 제일바라밀

수보리 인욕바라밀 여래설 비인욕 바라밀 시명 인욕바라밀

하이고 수보리 여아 석위 가리왕 할절신체 아어이시

무아상 무인상 무중생상 무수자상

하이고 아어왕석 절절지해시 약유아

상인상 중생상 수자상 응생진한 수보리 우념과거 어오백세

작인욕 선인 어이소세 무아상 무인상 무중생상 무수자상

시고 수보리 보살 응리일체상 발 아뇩다라 삼먁삼보리심

불응 주색생심 불응 주성향 미촉법 생심 응생 무소주심

약심유주 즉위비주 시고 불설보살심 불응 주색보시

수보리 보살 위이익 일체중생 응여시보시

여래설 일체제상 즉시비상 우설 일체중생 즉비중생

수보리 여래 시진어자 실어자 여어자 불광어자 불이어자

수보리 여래 소득법 차법 무실무허

수보리 약보살 심주어법 이행보시 여인입암 즉무소견 약보살

심부주법 이행보시 여인유목 일광명조 견종종색

수보리 당래지세 약유 선남자 선여인 능어차경 수지독송

즉위여래 이불지혜 실지시인 실견시인 개득성취 무량무변 공덕

지경공덕분 제십오

수보리 약유 선남자 선여인

초일분 이항하사 등신보시

중일분 부이항하사 등신보시

후일분 역이항하사 등신보시

여시무량 백천만억겁 이신보시 약부유인

문차경전 신심불역 기복승피 하황서사 수지독송

위인해설 수보리 이요언지 시경유 불가사의 불가칭량 무변공덕

여래위발 대승자설 위발 최상승자설 약유인 능수지 독송

광위인설 여래 실지시인 실견시인 개득성취 불가량 불가칭

무유변 불가사의 공덕 여시인등 즉위 하담여래

아뇩다라 삼먁삼보리 하이고 수보리 약요소법자

착아견 인견 중생견 수자견 즉어차경 불능 청수독송 위인해설

수보리 재재처처 약유차경 일체세간 천인 아수라

소응공양 당지차처 즉위시탑 개응공경 작례위요 이제화향 이산기처
능정업장분 제십육

부차 수보리 선남자 선여인 수지독송 차경 약위 인경천 시인

선세죄업 응타악도 이금세인 경천고 선세죄업 즉위소멸

당득 아뇩다라 삼먁삼보리 수보리 아념과거 무량 아승지겁

어연 등불전 득치팔백 사천만억 나유타제불

실개공양 승사 무공과자 약부유인 어후말세 능수지 독송차경

소득공덕 어아소공양 제불공덕 백분불급일

천만억분 내지 산수비유 소불능급 수보리 약 선남자 선여인

어후말세 유수지 독송차경 소득공덕 아약 구설자

혹유인문 심즉광란 호의불신

수보리 당지시경의 불가사의 과보 역불가사의
구경무아분 제십칠

이시 수보리 백불언 세존 선남자 선여인 발 아뇩다라 삼먁삼보리심

운하응주 운하항복기심 불고 수보리 약 선남자 선여인

발 아뇩다라 삼먁삼보리심자 당생 여시심

아응멸도 일체중생 멸도 일체중생이 이무 유일중생 실멸도자 하이고

수보리 약보살 유 아상 인상 중생상 수자상 즉비보살 소이자하

수보리 실무유법 발 아뇩다라 삼먁삼보리심자

수보리 어의운하 여래 어연 등불 소유법득 아뇩다라 삼먁삼보리부

불야 세존 여아해불 소설의 불어 연등불소 무유법 득

아뇩다라 삼먁삼보리 불언 여시여시 수보리 실무유법

여래득 아뇩다라 삼먁삼보리 수보리 약유법

여래득 아뇩다라 삼먁삼보리자 연등불 즉불 여아수기 여어내세

당득작불 호석가모니 이실무유 법득 아뇩다라 삼먁삼보리

시고 연등불 여아수기 작시언 여어내세 당득작불

호 석가모니 하이고 여래자 즉제법여의 약유인언

여래득 아뇩다라 삼먁삼보리

수보리 실무유법 불득 아뇩다라 삼먁삼보리

수보리 여래소득 아뇩다라 삼먁삼보리

어시중 무실무허 시고 여래설 일체법 개시불법

수보리 소언 일체법자 즉비일체법 시고 명일체법

수보리 비여 인신장대 수보리언 세존 여래설 인신장대 즉위비대신 시명대신

수보리 보살 역여시 약작시언 아당멸도 무량중생 즉불명보살 하이고

수보리 실무유법 명위보살 시고 불설일체법 무아무인 무중생 무수자

수보리 약보살 작시언 아당장엄 불토시 불명보살 하이고

여래설 장엄불토자 즉비장엄 시명장엄

수보리 약보살 통달 무아법자 여래설명 진시보살
일체동관분 제십팔

수보리 어의운하 여래 유육안부 여시세존 여래 유육안

수보리 어의운하 여래 유천안부 여시세존 여래 유천안

수보리 어의운하 여래 유혜안부 여시세존 여래 유혜안

수보리 어의운하 여래 유법안부 여시세존 여래 유법안

수보리 어의운하 여래 유불안부 여시세존 여래 유불안

수보리 어의운하 여항하중 소유사 불설시사부 여시세존 여래설시사

수보리 어의운하 여일항하중 소유사 유여시 사등

항하 시제 항하 소유사수 불세계 여시 영위다부 심다세존 불고

수보리 이소국토중 소유중생 약간종심 여래실지 하이고

여래설제심 개위비심 시명위심 소이자하

수보리 과거심 불가득 현재심 불가득 미래심 불가득
법계통화분 제십구
수보리 어의운하 약유인 만삼천대천세계

칠보 이용보시 시인 이시인연 득복다부 여시세존 차인 이시인연

득복심다 수보리 약복덕 유실 여래불설

득복덕다 이복 덕무고 여래설득 복덕다
이색이상분 제이십

수보리 어의운하 불가이 구족색신 견부 불야세존

여래 불응이구 족색신견 하이고

여래설 구족색신 즉비 구족색신 시명 구족색신

수보리 어의운하 여래 가이 구족제상 견부

불야 세존 여래 불응이구 족제상견 하이고

여래설 제상구족 즉비구족 시명 제상구족
비설소설분 제이십일

수보리 여물위 여래작시념 아당 유소설법 막작시념

하이고 약인언 여래 유소설법 즉위방불

불능해아 소설 고수보리 설법자 무법가설 시명설법 이시혜명

수보리 백불언 세존 파유중생 어미래세 문설시법

생신심부 불언 수보리 피비중생 비불중생 하이고

수보리 중생중생자 여래 설비중생 시명중생
무법가득분 제이십이

수보리 백불언 세존 불득 아뇩다라 삼먁삼보리

위무소득야 불언 여시여시 수보리 아어 아뇩다라 삼먁삼보리

내지무유 소법가득 시명 아뇩다라 삼먁삼보리
정심행선분 제이십삼

부차 수보리 시법평등 무유고하

시명 아뇩다라 삼먁삼보리 이무아 무인 무중생 무수자 수일체선법

즉득 아뇩다라 삼먁삼보리 수보리 소언선법자 여래설 즉비선법 시명선법
복지무비분 제이십사

수보리 약삼천대천세계중 소유제수 미산왕

여시 등칠보취 유인 지용보시 약인 이차 반야바라밀경

내지 사구게등 수지독송 위타인설 어전복덕 백분불급일

백천만억분 내지산수 비유 소불능급
화무소화분 제이십오

수보리 어의운하 여등물위 여래 작시념 아당도 중생

수보리 막작시념 하이고 실무유 중생 여래도자

약유중생 여래도자 여래즉유 아인 중생수자

수보리 여래설 유아자 즉비유아 이범부지인 이위유아

수보리 범부자 여래설즉 비범부 시명범부
법신비상분 제이십육

수보리 어의운하 가이 삼십이상 관여래부

수보리언 여시여시 이삼십이상 관여래 불언

수보리 약이 삼십이상 관여래자 전륜성왕 즉시여래

수보리 백불언 세존 여아해불 소설의 불응이 삼십이상

관여래 이시세존 이설게언

약이색견아 이음성구아 시인행사도 불능견여래
무단무멸분 제이십칠

수보리 여약작시념 여래불이 구족상 고득 아뇩다라 삼먁삼보리

수보리 막작시념 여래불이 구족상고득 아뇩다라 삼먁삼보리

수보리 여약작시념 발 아뇩다라 삼먁삼보리심자

설제법단멸 막작시념 하이고

발 아뇩다라 삼먁삼보리심자 어법 불설단멸상
불수불탐분 제이십팔

수보리 약보살 이만 항하사 등세계 칠보 지용보시

약부유인 지일체법 무아 득성어인 차보살 승전보살

소득공덕 하이고 수보리 이제보살 불수복덕 고수보리

백불언 세존 운하보살 불수복덕 수보리

보살 소작복덕 불응탐착 시고 설불수복덕
위의적정분 제이십구

수보리 약유인언 여래 약래약거 약좌약와

시인 불해아 소설의 하이고 여래자

무소종래 역무소거 고명여래
일합이상분 제삼십

수보리 약 선남자 선여인 이 삼천대천세계

쇄위미진 어의운하 시미진중 영위다부

수보리언 심다세존 하이고 약시미진중 실유자

불즉불설 시미진중 소이자하 불설미진중 즉비미진중 시명미진중

세존 여래소설 삼천대천세계 즉비세계 시명세계

하이고 약세계 실유자 즉시 일합상 여래설 일합상 즉비 일합상

시명 일합상 수보리 일합상자 즉시불가설

단범부지인 탐착기사
지견불생분 제삼십일

수보리 약인언 불설 아견 인견 중생견 수자견

수보리 어의운하 시인해아 소설의부 불야세존 시인 불해여래 소설의

하이고 세존설 아견 인견 중생견 수자견

즉비 아견 인견 중생견 수자견 시명 아견 인견 중생견 수자견

수보리 발 아뇩다라 삼먁삼보리심자

어일체법 응여시지 여시견 여시신해 불생법상

수보리 소언법상자 여래설즉 비법상 시명법상
응화비진분 제삼십이

수보리 약유인 이만무량 아승지세계 칠보 지용보시

약유 선남자 선여인 발보살심자 지어차경 내지 사구게등

수지독송 위인연설 기복승피 운하위인 연설 불취어상 여여부동 하이고

일체유위법 여몽환포영 여로역여전 응작여시관

불설시경이 장로 수보리 급제 비구 비구니 우바새 우바이

일체세간 천인 아수라 문불소설 개대환희 신수봉행

마하반야바라밀

## 역사

### 대한민국
- 조선시대 이전

금강경이 우리나라에 전해진 것은 신라시대로 추정한다. 금강경의 주석서인 『금강경오가해』가 당나라와 송나라 대에 여러 사람이 지었고, 이것이 전래가 되어 많은 영향을 미쳤다.
- 조선시대

금강경 최초의 한글 번역이 이루어졌다. 그 예는 조선 세조 때 시작해 성종 대에 완성된 『금강경삼가해』이다. 세조는 한계희, 노사신 등에게 금강경을 번역해 『금강경언해』와 『금강경육조언해』를 만들게 했다.
- 일제강점기 이후

1924년 용성 스님이 근대적으로 금강경을 번역하여 『상역과해 금강경』이란 책을 지었다.

### 동아시아
402년 구마라집이 금강경을 번역하면서, 동아시아에 급속히 확산이 된다. 이후 보리유지, 진제삼장, 달마급다, 현장, 의정 스님 등에 의해 다양하게 번역이 이루어졌다. 선종 계통에서 소의경전이 되면서, 동아시아 최고의 경전 중 하나로 자리를 잡았다.

### 세계
서기 150년 전후에 금강경이 성립되었다. 일찍부터 인도의 아상가나 바수반두 등이 해설서를 썼다. 이후 금강경의 산스크리트어 사본이 중국, 티베트, 일본 등에 전해졌다. 현재는 영어, 불어, 독어, 일본어 등으로 번역돼 전 세계에 보급되어 있다.

## 대한민국의 국가유산
대한민국에서는 금강경이 국보 3점, 보물 10점 지정되어 있다.

### 대한민국의 국보
합천 해인사 고려목판 - 금강반야바라밀경이 국보 제206-5호, 6호, 20호로 지정되었다.

### 대한민국의 보물
고려 공민왕 시기에 두루마리 형태로 제작된 금강경이 대한민국의 보물 제696호, 877호로 지정되어 있다. 또, 고려 우왕 시기에 목판을 새기고 조선초에 간행간 금강경이 제721호, 919호, 1172호이고, 고려 충숙왕대에 간행된 두루마리 금강경이 제775호이며, 고려 충렬왕대에 간행된 두루마리 금강경이 제1408호, 조선 태종대에 간행된 책 형태의 금강경이 제1082호, 1223호이다.

#### 보물 제1408호
이 책은 목판본으로 구마라즙(鳩摩羅什)이 번역한 금강경을 바탕으로 육조 혜능(六祖 慧能)이 금강 경에 대해 해석한 내용을 붙인 것으로 1305년(고려 충렬왕 31)에 청주 원흥사에서 육구거사 박지요 (六具居士 朴知遙) 등이 발원하여 판각한 것이다.
조선시대 초기에 간행된 《금강경오가해》(金剛經五家解) 편성과정을 밝히는 교량적인 역할을 한다는 점에서 서지학 및 인쇄문화사 연구자료로 높이 평가된다.

### 종로도서관 소장본
송나라 야부(冶父) 천로(川老)의 주해(註解)와 송(頌)이 실린 책으로 『천로금강경』으로 이름 붙인 책이다. 고려 우왕 13년(1387)에 간행한 판본과 거의 동일한 판식과 판각의 상태를 보이고 있어서 최소한 15세기 전기 이전에 판각되었을 것으로 보인다. 종로도서관 고문헌 검색시스템에서 원문을 확인할 수 있다.